# Clyde Wiegand
Clyde Wiegand (23 mai 1915, Long Beach, Washington - 5 juillet 1996) est un physicien américain.

## Biographie
Wiegand obtient son diplôme de premier cycle de l'Université Willamette en 1940. Il commence ses études supérieures en physique en 1941 à l'UC Berkeley.
Il est surtout connu pour la co-découverte de l'antiproton en 1955, avec Owen Chamberlain, Emilio Segrè et Thomas Ypsilantis. Il est également un grand contributeur à la recherche de la bombe atomique.
Il est décédé à son domicile d'Oakland, en Californie, d'un cancer de la prostate, à l'âge de 81 ans.